# Петко Петков (шахматист)
Вижте пояснителната страница за други личности с името Петко Петков.
Петко Андонов Петков е български шахматист, шахматен композитор (проблемист) и съдия по шахматна композиция. Той е гросмайстор от 1984 г. и международен съдия по шахматна композиция от 1989 г. Петко Петков е проблемистът на първо място във вечната световна ранглиста по шахматна композиция, с най-много точки в Албумите на ФИДЕ.
Той е четирикратен световен шампион по шахматна композиция. Става световен шампион за „обратни матове“ в Санкт Петербург от 1998 година. На първенството в Порторож (Словения) от 2002 година е първенец в дисциплините „обратни матове“ и „феерични задачи“. През 2011 г. в Йеси (Италия) е носител на титлата в раздел „феерични задачи“. През 1990 г. в Нови Сад печели златен медал от олимпийския турнир за „обратни матове“.
По професия е юрист и журналист. От 1982 г. е главен редактор в сп. Шахматна мисъл. Като журналист е работил и във в. „Народен спорт“, в. „Дума“, „Strate Gems“ (САЩ) и „The Ural Problemist“ (Уральский проблемист) (Русия) и др.
С шахматна композиция започва да се занимава от 1956 г., когато публикува първата си задача в руския вестник „Пионерска правда“. Оттогава публикува над 6115 композиции от различни жанрове. Печели редица международни награди.
През 2002 година е удостоен със званието „Почетен гражданин на град Добрич“.
Петко Петков умира на 11 август 2024 година.

## Задачи
|   | a | b | c | d | e | f | g | h |   |
| 8 | бял цар на бяло поле a8 · бял топ на бяло поле e8 · черен кон на бяло поле b7 · черен офицер на черно поле b6 · бял кон на бяло поле c6 · бяла дама на бяло поле e6 · бяла пешка на черно поле f6 · черен кон на черно поле a5 · черен топ на черно поле g5 · черна пешка на бяло поле h5 · черен цар на черно поле f4 · бял офицер на черно поле h4 · бял кон на бяло поле b3 · бяла пешка на бяло поле h3 · бяла пешка на черно поле d2 · бял офицер на бяло поле e2 · черен офицер на бяло поле b1 | бял цар на бяло поле a8 · бял топ на бяло поле e8 · черен кон на бяло поле b7 · черен офицер на черно поле b6 · бял кон на бяло поле c6 · бяла дама на бяло поле e6 · бяла пешка на черно поле f6 · черен кон на черно поле a5 · черен топ на черно поле g5 · черна пешка на бяло поле h5 · черен цар на черно поле f4 · бял офицер на черно поле h4 · бял кон на бяло поле b3 · бяла пешка на бяло поле h3 · бяла пешка на черно поле d2 · бял офицер на бяло поле e2 · черен офицер на бяло поле b1 | бял цар на бяло поле a8 · бял топ на бяло поле e8 · черен кон на бяло поле b7 · черен офицер на черно поле b6 · бял кон на бяло поле c6 · бяла дама на бяло поле e6 · бяла пешка на черно поле f6 · черен кон на черно поле a5 · черен топ на черно поле g5 · черна пешка на бяло поле h5 · черен цар на черно поле f4 · бял офицер на черно поле h4 · бял кон на бяло поле b3 · бяла пешка на бяло поле h3 · бяла пешка на черно поле d2 · бял офицер на бяло поле e2 · черен офицер на бяло поле b1 | бял цар на бяло поле a8 · бял топ на бяло поле e8 · черен кон на бяло поле b7 · черен офицер на черно поле b6 · бял кон на бяло поле c6 · бяла дама на бяло поле e6 · бяла пешка на черно поле f6 · черен кон на черно поле a5 · черен топ на черно поле g5 · черна пешка на бяло поле h5 · черен цар на черно поле f4 · бял офицер на черно поле h4 · бял кон на бяло поле b3 · бяла пешка на бяло поле h3 · бяла пешка на черно поле d2 · бял офицер на бяло поле e2 · черен офицер на бяло поле b1 | бял цар на бяло поле a8 · бял топ на бяло поле e8 · черен кон на бяло поле b7 · черен офицер на черно поле b6 · бял кон на бяло поле c6 · бяла дама на бяло поле e6 · бяла пешка на черно поле f6 · черен кон на черно поле a5 · черен топ на черно поле g5 · черна пешка на бяло поле h5 · черен цар на черно поле f4 · бял офицер на черно поле h4 · бял кон на бяло поле b3 · бяла пешка на бяло поле h3 · бяла пешка на черно поле d2 · бял офицер на бяло поле e2 · черен офицер на бяло поле b1 | бял цар на бяло поле a8 · бял топ на бяло поле e8 · черен кон на бяло поле b7 · черен офицер на черно поле b6 · бял кон на бяло поле c6 · бяла дама на бяло поле e6 · бяла пешка на черно поле f6 · черен кон на черно поле a5 · черен топ на черно поле g5 · черна пешка на бяло поле h5 · черен цар на черно поле f4 · бял офицер на черно поле h4 · бял кон на бяло поле b3 · бяла пешка на бяло поле h3 · бяла пешка на черно поле d2 · бял офицер на бяло поле e2 · черен офицер на бяло поле b1 | бял цар на бяло поле a8 · бял топ на бяло поле e8 · черен кон на бяло поле b7 · черен офицер на черно поле b6 · бял кон на бяло поле c6 · бяла дама на бяло поле e6 · бяла пешка на черно поле f6 · черен кон на черно поле a5 · черен топ на черно поле g5 · черна пешка на бяло поле h5 · черен цар на черно поле f4 · бял офицер на черно поле h4 · бял кон на бяло поле b3 · бяла пешка на бяло поле h3 · бяла пешка на черно поле d2 · бял офицер на бяло поле e2 · черен офицер на бяло поле b1 | бял цар на бяло поле a8 · бял топ на бяло поле e8 · черен кон на бяло поле b7 · черен офицер на черно поле b6 · бял кон на бяло поле c6 · бяла дама на бяло поле e6 · бяла пешка на черно поле f6 · черен кон на черно поле a5 · черен топ на черно поле g5 · черна пешка на бяло поле h5 · черен цар на черно поле f4 · бял офицер на черно поле h4 · бял кон на бяло поле b3 · бяла пешка на бяло поле h3 · бяла пешка на черно поле d2 · бял офицер на бяло поле e2 · черен офицер на бяло поле b1 | 8 |
| 7 | бял цар на бяло поле a8 · бял топ на бяло поле e8 · черен кон на бяло поле b7 · черен офицер на черно поле b6 · бял кон на бяло поле c6 · бяла дама на бяло поле e6 · бяла пешка на черно поле f6 · черен кон на черно поле a5 · черен топ на черно поле g5 · черна пешка на бяло поле h5 · черен цар на черно поле f4 · бял офицер на черно поле h4 · бял кон на бяло поле b3 · бяла пешка на бяло поле h3 · бяла пешка на черно поле d2 · бял офицер на бяло поле e2 · черен офицер на бяло поле b1 | бял цар на бяло поле a8 · бял топ на бяло поле e8 · черен кон на бяло поле b7 · черен офицер на черно поле b6 · бял кон на бяло поле c6 · бяла дама на бяло поле e6 · бяла пешка на черно поле f6 · черен кон на черно поле a5 · черен топ на черно поле g5 · черна пешка на бяло поле h5 · черен цар на черно поле f4 · бял офицер на черно поле h4 · бял кон на бяло поле b3 · бяла пешка на бяло поле h3 · бяла пешка на черно поле d2 · бял офицер на бяло поле e2 · черен офицер на бяло поле b1 | бял цар на бяло поле a8 · бял топ на бяло поле e8 · черен кон на бяло поле b7 · черен офицер на черно поле b6 · бял кон на бяло поле c6 · бяла дама на бяло поле e6 · бяла пешка на черно поле f6 · черен кон на черно поле a5 · черен топ на черно поле g5 · черна пешка на бяло поле h5 · черен цар на черно поле f4 · бял офицер на черно поле h4 · бял кон на бяло поле b3 · бяла пешка на бяло поле h3 · бяла пешка на черно поле d2 · бял офицер на бяло поле e2 · черен офицер на бяло поле b1 | бял цар на бяло поле a8 · бял топ на бяло поле e8 · черен кон на бяло поле b7 · черен офицер на черно поле b6 · бял кон на бяло поле c6 · бяла дама на бяло поле e6 · бяла пешка на черно поле f6 · черен кон на черно поле a5 · черен топ на черно поле g5 · черна пешка на бяло поле h5 · черен цар на черно поле f4 · бял офицер на черно поле h4 · бял кон на бяло поле b3 · бяла пешка на бяло поле h3 · бяла пешка на черно поле d2 · бял офицер на бяло поле e2 · черен офицер на бяло поле b1 | бял цар на бяло поле a8 · бял топ на бяло поле e8 · черен кон на бяло поле b7 · черен офицер на черно поле b6 · бял кон на бяло поле c6 · бяла дама на бяло поле e6 · бяла пешка на черно поле f6 · черен кон на черно поле a5 · черен топ на черно поле g5 · черна пешка на бяло поле h5 · черен цар на черно поле f4 · бял офицер на черно поле h4 · бял кон на бяло поле b3 · бяла пешка на бяло поле h3 · бяла пешка на черно поле d2 · бял офицер на бяло поле e2 · черен офицер на бяло поле b1 | бял цар на бяло поле a8 · бял топ на бяло поле e8 · черен кон на бяло поле b7 · черен офицер на черно поле b6 · бял кон на бяло поле c6 · бяла дама на бяло поле e6 · бяла пешка на черно поле f6 · черен кон на черно поле a5 · черен топ на черно поле g5 · черна пешка на бяло поле h5 · черен цар на черно поле f4 · бял офицер на черно поле h4 · бял кон на бяло поле b3 · бяла пешка на бяло поле h3 · бяла пешка на черно поле d2 · бял офицер на бяло поле e2 · черен офицер на бяло поле b1 | бял цар на бяло поле a8 · бял топ на бяло поле e8 · черен кон на бяло поле b7 · черен офицер на черно поле b6 · бял кон на бяло поле c6 · бяла дама на бяло поле e6 · бяла пешка на черно поле f6 · черен кон на черно поле a5 · черен топ на черно поле g5 · черна пешка на бяло поле h5 · черен цар на черно поле f4 · бял офицер на черно поле h4 · бял кон на бяло поле b3 · бяла пешка на бяло поле h3 · бяла пешка на черно поле d2 · бял офицер на бяло поле e2 · черен офицер на бяло поле b1 | бял цар на бяло поле a8 · бял топ на бяло поле e8 · черен кон на бяло поле b7 · черен офицер на черно поле b6 · бял кон на бяло поле c6 · бяла дама на бяло поле e6 · бяла пешка на черно поле f6 · черен кон на черно поле a5 · черен топ на черно поле g5 · черна пешка на бяло поле h5 · черен цар на черно поле f4 · бял офицер на черно поле h4 · бял кон на бяло поле b3 · бяла пешка на бяло поле h3 · бяла пешка на черно поле d2 · бял офицер на бяло поле e2 · черен офицер на бяло поле b1 | 7 |
| 6 | бял цар на бяло поле a8 · бял топ на бяло поле e8 · черен кон на бяло поле b7 · черен офицер на черно поле b6 · бял кон на бяло поле c6 · бяла дама на бяло поле e6 · бяла пешка на черно поле f6 · черен кон на черно поле a5 · черен топ на черно поле g5 · черна пешка на бяло поле h5 · черен цар на черно поле f4 · бял офицер на черно поле h4 · бял кон на бяло поле b3 · бяла пешка на бяло поле h3 · бяла пешка на черно поле d2 · бял офицер на бяло поле e2 · черен офицер на бяло поле b1 | бял цар на бяло поле a8 · бял топ на бяло поле e8 · черен кон на бяло поле b7 · черен офицер на черно поле b6 · бял кон на бяло поле c6 · бяла дама на бяло поле e6 · бяла пешка на черно поле f6 · черен кон на черно поле a5 · черен топ на черно поле g5 · черна пешка на бяло поле h5 · черен цар на черно поле f4 · бял офицер на черно поле h4 · бял кон на бяло поле b3 · бяла пешка на бяло поле h3 · бяла пешка на черно поле d2 · бял офицер на бяло поле e2 · черен офицер на бяло поле b1 | бял цар на бяло поле a8 · бял топ на бяло поле e8 · черен кон на бяло поле b7 · черен офицер на черно поле b6 · бял кон на бяло поле c6 · бяла дама на бяло поле e6 · бяла пешка на черно поле f6 · черен кон на черно поле a5 · черен топ на черно поле g5 · черна пешка на бяло поле h5 · черен цар на черно поле f4 · бял офицер на черно поле h4 · бял кон на бяло поле b3 · бяла пешка на бяло поле h3 · бяла пешка на черно поле d2 · бял офицер на бяло поле e2 · черен офицер на бяло поле b1 | бял цар на бяло поле a8 · бял топ на бяло поле e8 · черен кон на бяло поле b7 · черен офицер на черно поле b6 · бял кон на бяло поле c6 · бяла дама на бяло поле e6 · бяла пешка на черно поле f6 · черен кон на черно поле a5 · черен топ на черно поле g5 · черна пешка на бяло поле h5 · черен цар на черно поле f4 · бял офицер на черно поле h4 · бял кон на бяло поле b3 · бяла пешка на бяло поле h3 · бяла пешка на черно поле d2 · бял офицер на бяло поле e2 · черен офицер на бяло поле b1 | бял цар на бяло поле a8 · бял топ на бяло поле e8 · черен кон на бяло поле b7 · черен офицер на черно поле b6 · бял кон на бяло поле c6 · бяла дама на бяло поле e6 · бяла пешка на черно поле f6 · черен кон на черно поле a5 · черен топ на черно поле g5 · черна пешка на бяло поле h5 · черен цар на черно поле f4 · бял офицер на черно поле h4 · бял кон на бяло поле b3 · бяла пешка на бяло поле h3 · бяла пешка на черно поле d2 · бял офицер на бяло поле e2 · черен офицер на бяло поле b1 | бял цар на бяло поле a8 · бял топ на бяло поле e8 · черен кон на бяло поле b7 · черен офицер на черно поле b6 · бял кон на бяло поле c6 · бяла дама на бяло поле e6 · бяла пешка на черно поле f6 · черен кон на черно поле a5 · черен топ на черно поле g5 · черна пешка на бяло поле h5 · черен цар на черно поле f4 · бял офицер на черно поле h4 · бял кон на бяло поле b3 · бяла пешка на бяло поле h3 · бяла пешка на черно поле d2 · бял офицер на бяло поле e2 · черен офицер на бяло поле b1 | бял цар на бяло поле a8 · бял топ на бяло поле e8 · черен кон на бяло поле b7 · черен офицер на черно поле b6 · бял кон на бяло поле c6 · бяла дама на бяло поле e6 · бяла пешка на черно поле f6 · черен кон на черно поле a5 · черен топ на черно поле g5 · черна пешка на бяло поле h5 · черен цар на черно поле f4 · бял офицер на черно поле h4 · бял кон на бяло поле b3 · бяла пешка на бяло поле h3 · бяла пешка на черно поле d2 · бял офицер на бяло поле e2 · черен офицер на бяло поле b1 | бял цар на бяло поле a8 · бял топ на бяло поле e8 · черен кон на бяло поле b7 · черен офицер на черно поле b6 · бял кон на бяло поле c6 · бяла дама на бяло поле e6 · бяла пешка на черно поле f6 · черен кон на черно поле a5 · черен топ на черно поле g5 · черна пешка на бяло поле h5 · черен цар на черно поле f4 · бял офицер на черно поле h4 · бял кон на бяло поле b3 · бяла пешка на бяло поле h3 · бяла пешка на черно поле d2 · бял офицер на бяло поле e2 · черен офицер на бяло поле b1 | 6 |
| 5 | бял цар на бяло поле a8 · бял топ на бяло поле e8 · черен кон на бяло поле b7 · черен офицер на черно поле b6 · бял кон на бяло поле c6 · бяла дама на бяло поле e6 · бяла пешка на черно поле f6 · черен кон на черно поле a5 · черен топ на черно поле g5 · черна пешка на бяло поле h5 · черен цар на черно поле f4 · бял офицер на черно поле h4 · бял кон на бяло поле b3 · бяла пешка на бяло поле h3 · бяла пешка на черно поле d2 · бял офицер на бяло поле e2 · черен офицер на бяло поле b1 | бял цар на бяло поле a8 · бял топ на бяло поле e8 · черен кон на бяло поле b7 · черен офицер на черно поле b6 · бял кон на бяло поле c6 · бяла дама на бяло поле e6 · бяла пешка на черно поле f6 · черен кон на черно поле a5 · черен топ на черно поле g5 · черна пешка на бяло поле h5 · черен цар на черно поле f4 · бял офицер на черно поле h4 · бял кон на бяло поле b3 · бяла пешка на бяло поле h3 · бяла пешка на черно поле d2 · бял офицер на бяло поле e2 · черен офицер на бяло поле b1 | бял цар на бяло поле a8 · бял топ на бяло поле e8 · черен кон на бяло поле b7 · черен офицер на черно поле b6 · бял кон на бяло поле c6 · бяла дама на бяло поле e6 · бяла пешка на черно поле f6 · черен кон на черно поле a5 · черен топ на черно поле g5 · черна пешка на бяло поле h5 · черен цар на черно поле f4 · бял офицер на черно поле h4 · бял кон на бяло поле b3 · бяла пешка на бяло поле h3 · бяла пешка на черно поле d2 · бял офицер на бяло поле e2 · черен офицер на бяло поле b1 | бял цар на бяло поле a8 · бял топ на бяло поле e8 · черен кон на бяло поле b7 · черен офицер на черно поле b6 · бял кон на бяло поле c6 · бяла дама на бяло поле e6 · бяла пешка на черно поле f6 · черен кон на черно поле a5 · черен топ на черно поле g5 · черна пешка на бяло поле h5 · черен цар на черно поле f4 · бял офицер на черно поле h4 · бял кон на бяло поле b3 · бяла пешка на бяло поле h3 · бяла пешка на черно поле d2 · бял офицер на бяло поле e2 · черен офицер на бяло поле b1 | бял цар на бяло поле a8 · бял топ на бяло поле e8 · черен кон на бяло поле b7 · черен офицер на черно поле b6 · бял кон на бяло поле c6 · бяла дама на бяло поле e6 · бяла пешка на черно поле f6 · черен кон на черно поле a5 · черен топ на черно поле g5 · черна пешка на бяло поле h5 · черен цар на черно поле f4 · бял офицер на черно поле h4 · бял кон на бяло поле b3 · бяла пешка на бяло поле h3 · бяла пешка на черно поле d2 · бял офицер на бяло поле e2 · черен офицер на бяло поле b1 | бял цар на бяло поле a8 · бял топ на бяло поле e8 · черен кон на бяло поле b7 · черен офицер на черно поле b6 · бял кон на бяло поле c6 · бяла дама на бяло поле e6 · бяла пешка на черно поле f6 · черен кон на черно поле a5 · черен топ на черно поле g5 · черна пешка на бяло поле h5 · черен цар на черно поле f4 · бял офицер на черно поле h4 · бял кон на бяло поле b3 · бяла пешка на бяло поле h3 · бяла пешка на черно поле d2 · бял офицер на бяло поле e2 · черен офицер на бяло поле b1 | бял цар на бяло поле a8 · бял топ на бяло поле e8 · черен кон на бяло поле b7 · черен офицер на черно поле b6 · бял кон на бяло поле c6 · бяла дама на бяло поле e6 · бяла пешка на черно поле f6 · черен кон на черно поле a5 · черен топ на черно поле g5 · черна пешка на бяло поле h5 · черен цар на черно поле f4 · бял офицер на черно поле h4 · бял кон на бяло поле b3 · бяла пешка на бяло поле h3 · бяла пешка на черно поле d2 · бял офицер на бяло поле e2 · черен офицер на бяло поле b1 | бял цар на бяло поле a8 · бял топ на бяло поле e8 · черен кон на бяло поле b7 · черен офицер на черно поле b6 · бял кон на бяло поле c6 · бяла дама на бяло поле e6 · бяла пешка на черно поле f6 · черен кон на черно поле a5 · черен топ на черно поле g5 · черна пешка на бяло поле h5 · черен цар на черно поле f4 · бял офицер на черно поле h4 · бял кон на бяло поле b3 · бяла пешка на бяло поле h3 · бяла пешка на черно поле d2 · бял офицер на бяло поле e2 · черен офицер на бяло поле b1 | 5 |
| 4 | бял цар на бяло поле a8 · бял топ на бяло поле e8 · черен кон на бяло поле b7 · черен офицер на черно поле b6 · бял кон на бяло поле c6 · бяла дама на бяло поле e6 · бяла пешка на черно поле f6 · черен кон на черно поле a5 · черен топ на черно поле g5 · черна пешка на бяло поле h5 · черен цар на черно поле f4 · бял офицер на черно поле h4 · бял кон на бяло поле b3 · бяла пешка на бяло поле h3 · бяла пешка на черно поле d2 · бял офицер на бяло поле e2 · черен офицер на бяло поле b1 | бял цар на бяло поле a8 · бял топ на бяло поле e8 · черен кон на бяло поле b7 · черен офицер на черно поле b6 · бял кон на бяло поле c6 · бяла дама на бяло поле e6 · бяла пешка на черно поле f6 · черен кон на черно поле a5 · черен топ на черно поле g5 · черна пешка на бяло поле h5 · черен цар на черно поле f4 · бял офицер на черно поле h4 · бял кон на бяло поле b3 · бяла пешка на бяло поле h3 · бяла пешка на черно поле d2 · бял офицер на бяло поле e2 · черен офицер на бяло поле b1 | бял цар на бяло поле a8 · бял топ на бяло поле e8 · черен кон на бяло поле b7 · черен офицер на черно поле b6 · бял кон на бяло поле c6 · бяла дама на бяло поле e6 · бяла пешка на черно поле f6 · черен кон на черно поле a5 · черен топ на черно поле g5 · черна пешка на бяло поле h5 · черен цар на черно поле f4 · бял офицер на черно поле h4 · бял кон на бяло поле b3 · бяла пешка на бяло поле h3 · бяла пешка на черно поле d2 · бял офицер на бяло поле e2 · черен офицер на бяло поле b1 | бял цар на бяло поле a8 · бял топ на бяло поле e8 · черен кон на бяло поле b7 · черен офицер на черно поле b6 · бял кон на бяло поле c6 · бяла дама на бяло поле e6 · бяла пешка на черно поле f6 · черен кон на черно поле a5 · черен топ на черно поле g5 · черна пешка на бяло поле h5 · черен цар на черно поле f4 · бял офицер на черно поле h4 · бял кон на бяло поле b3 · бяла пешка на бяло поле h3 · бяла пешка на черно поле d2 · бял офицер на бяло поле e2 · черен офицер на бяло поле b1 | бял цар на бяло поле a8 · бял топ на бяло поле e8 · черен кон на бяло поле b7 · черен офицер на черно поле b6 · бял кон на бяло поле c6 · бяла дама на бяло поле e6 · бяла пешка на черно поле f6 · черен кон на черно поле a5 · черен топ на черно поле g5 · черна пешка на бяло поле h5 · черен цар на черно поле f4 · бял офицер на черно поле h4 · бял кон на бяло поле b3 · бяла пешка на бяло поле h3 · бяла пешка на черно поле d2 · бял офицер на бяло поле e2 · черен офицер на бяло поле b1 | бял цар на бяло поле a8 · бял топ на бяло поле e8 · черен кон на бяло поле b7 · черен офицер на черно поле b6 · бял кон на бяло поле c6 · бяла дама на бяло поле e6 · бяла пешка на черно поле f6 · черен кон на черно поле a5 · черен топ на черно поле g5 · черна пешка на бяло поле h5 · черен цар на черно поле f4 · бял офицер на черно поле h4 · бял кон на бяло поле b3 · бяла пешка на бяло поле h3 · бяла пешка на черно поле d2 · бял офицер на бяло поле e2 · черен офицер на бяло поле b1 | бял цар на бяло поле a8 · бял топ на бяло поле e8 · черен кон на бяло поле b7 · черен офицер на черно поле b6 · бял кон на бяло поле c6 · бяла дама на бяло поле e6 · бяла пешка на черно поле f6 · черен кон на черно поле a5 · черен топ на черно поле g5 · черна пешка на бяло поле h5 · черен цар на черно поле f4 · бял офицер на черно поле h4 · бял кон на бяло поле b3 · бяла пешка на бяло поле h3 · бяла пешка на черно поле d2 · бял офицер на бяло поле e2 · черен офицер на бяло поле b1 | бял цар на бяло поле a8 · бял топ на бяло поле e8 · черен кон на бяло поле b7 · черен офицер на черно поле b6 · бял кон на бяло поле c6 · бяла дама на бяло поле e6 · бяла пешка на черно поле f6 · черен кон на черно поле a5 · черен топ на черно поле g5 · черна пешка на бяло поле h5 · черен цар на черно поле f4 · бял офицер на черно поле h4 · бял кон на бяло поле b3 · бяла пешка на бяло поле h3 · бяла пешка на черно поле d2 · бял офицер на бяло поле e2 · черен офицер на бяло поле b1 | 4 |
| 3 | бял цар на бяло поле a8 · бял топ на бяло поле e8 · черен кон на бяло поле b7 · черен офицер на черно поле b6 · бял кон на бяло поле c6 · бяла дама на бяло поле e6 · бяла пешка на черно поле f6 · черен кон на черно поле a5 · черен топ на черно поле g5 · черна пешка на бяло поле h5 · черен цар на черно поле f4 · бял офицер на черно поле h4 · бял кон на бяло поле b3 · бяла пешка на бяло поле h3 · бяла пешка на черно поле d2 · бял офицер на бяло поле e2 · черен офицер на бяло поле b1 | бял цар на бяло поле a8 · бял топ на бяло поле e8 · черен кон на бяло поле b7 · черен офицер на черно поле b6 · бял кон на бяло поле c6 · бяла дама на бяло поле e6 · бяла пешка на черно поле f6 · черен кон на черно поле a5 · черен топ на черно поле g5 · черна пешка на бяло поле h5 · черен цар на черно поле f4 · бял офицер на черно поле h4 · бял кон на бяло поле b3 · бяла пешка на бяло поле h3 · бяла пешка на черно поле d2 · бял офицер на бяло поле e2 · черен офицер на бяло поле b1 | бял цар на бяло поле a8 · бял топ на бяло поле e8 · черен кон на бяло поле b7 · черен офицер на черно поле b6 · бял кон на бяло поле c6 · бяла дама на бяло поле e6 · бяла пешка на черно поле f6 · черен кон на черно поле a5 · черен топ на черно поле g5 · черна пешка на бяло поле h5 · черен цар на черно поле f4 · бял офицер на черно поле h4 · бял кон на бяло поле b3 · бяла пешка на бяло поле h3 · бяла пешка на черно поле d2 · бял офицер на бяло поле e2 · черен офицер на бяло поле b1 | бял цар на бяло поле a8 · бял топ на бяло поле e8 · черен кон на бяло поле b7 · черен офицер на черно поле b6 · бял кон на бяло поле c6 · бяла дама на бяло поле e6 · бяла пешка на черно поле f6 · черен кон на черно поле a5 · черен топ на черно поле g5 · черна пешка на бяло поле h5 · черен цар на черно поле f4 · бял офицер на черно поле h4 · бял кон на бяло поле b3 · бяла пешка на бяло поле h3 · бяла пешка на черно поле d2 · бял офицер на бяло поле e2 · черен офицер на бяло поле b1 | бял цар на бяло поле a8 · бял топ на бяло поле e8 · черен кон на бяло поле b7 · черен офицер на черно поле b6 · бял кон на бяло поле c6 · бяла дама на бяло поле e6 · бяла пешка на черно поле f6 · черен кон на черно поле a5 · черен топ на черно поле g5 · черна пешка на бяло поле h5 · черен цар на черно поле f4 · бял офицер на черно поле h4 · бял кон на бяло поле b3 · бяла пешка на бяло поле h3 · бяла пешка на черно поле d2 · бял офицер на бяло поле e2 · черен офицер на бяло поле b1 | бял цар на бяло поле a8 · бял топ на бяло поле e8 · черен кон на бяло поле b7 · черен офицер на черно поле b6 · бял кон на бяло поле c6 · бяла дама на бяло поле e6 · бяла пешка на черно поле f6 · черен кон на черно поле a5 · черен топ на черно поле g5 · черна пешка на бяло поле h5 · черен цар на черно поле f4 · бял офицер на черно поле h4 · бял кон на бяло поле b3 · бяла пешка на бяло поле h3 · бяла пешка на черно поле d2 · бял офицер на бяло поле e2 · черен офицер на бяло поле b1 | бял цар на бяло поле a8 · бял топ на бяло поле e8 · черен кон на бяло поле b7 · черен офицер на черно поле b6 · бял кон на бяло поле c6 · бяла дама на бяло поле e6 · бяла пешка на черно поле f6 · черен кон на черно поле a5 · черен топ на черно поле g5 · черна пешка на бяло поле h5 · черен цар на черно поле f4 · бял офицер на черно поле h4 · бял кон на бяло поле b3 · бяла пешка на бяло поле h3 · бяла пешка на черно поле d2 · бял офицер на бяло поле e2 · черен офицер на бяло поле b1 | бял цар на бяло поле a8 · бял топ на бяло поле e8 · черен кон на бяло поле b7 · черен офицер на черно поле b6 · бял кон на бяло поле c6 · бяла дама на бяло поле e6 · бяла пешка на черно поле f6 · черен кон на черно поле a5 · черен топ на черно поле g5 · черна пешка на бяло поле h5 · черен цар на черно поле f4 · бял офицер на черно поле h4 · бял кон на бяло поле b3 · бяла пешка на бяло поле h3 · бяла пешка на черно поле d2 · бял офицер на бяло поле e2 · черен офицер на бяло поле b1 | 3 |
| 2 | бял цар на бяло поле a8 · бял топ на бяло поле e8 · черен кон на бяло поле b7 · черен офицер на черно поле b6 · бял кон на бяло поле c6 · бяла дама на бяло поле e6 · бяла пешка на черно поле f6 · черен кон на черно поле a5 · черен топ на черно поле g5 · черна пешка на бяло поле h5 · черен цар на черно поле f4 · бял офицер на черно поле h4 · бял кон на бяло поле b3 · бяла пешка на бяло поле h3 · бяла пешка на черно поле d2 · бял офицер на бяло поле e2 · черен офицер на бяло поле b1 | бял цар на бяло поле a8 · бял топ на бяло поле e8 · черен кон на бяло поле b7 · черен офицер на черно поле b6 · бял кон на бяло поле c6 · бяла дама на бяло поле e6 · бяла пешка на черно поле f6 · черен кон на черно поле a5 · черен топ на черно поле g5 · черна пешка на бяло поле h5 · черен цар на черно поле f4 · бял офицер на черно поле h4 · бял кон на бяло поле b3 · бяла пешка на бяло поле h3 · бяла пешка на черно поле d2 · бял офицер на бяло поле e2 · черен офицер на бяло поле b1 | бял цар на бяло поле a8 · бял топ на бяло поле e8 · черен кон на бяло поле b7 · черен офицер на черно поле b6 · бял кон на бяло поле c6 · бяла дама на бяло поле e6 · бяла пешка на черно поле f6 · черен кон на черно поле a5 · черен топ на черно поле g5 · черна пешка на бяло поле h5 · черен цар на черно поле f4 · бял офицер на черно поле h4 · бял кон на бяло поле b3 · бяла пешка на бяло поле h3 · бяла пешка на черно поле d2 · бял офицер на бяло поле e2 · черен офицер на бяло поле b1 | бял цар на бяло поле a8 · бял топ на бяло поле e8 · черен кон на бяло поле b7 · черен офицер на черно поле b6 · бял кон на бяло поле c6 · бяла дама на бяло поле e6 · бяла пешка на черно поле f6 · черен кон на черно поле a5 · черен топ на черно поле g5 · черна пешка на бяло поле h5 · черен цар на черно поле f4 · бял офицер на черно поле h4 · бял кон на бяло поле b3 · бяла пешка на бяло поле h3 · бяла пешка на черно поле d2 · бял офицер на бяло поле e2 · черен офицер на бяло поле b1 | бял цар на бяло поле a8 · бял топ на бяло поле e8 · черен кон на бяло поле b7 · черен офицер на черно поле b6 · бял кон на бяло поле c6 · бяла дама на бяло поле e6 · бяла пешка на черно поле f6 · черен кон на черно поле a5 · черен топ на черно поле g5 · черна пешка на бяло поле h5 · черен цар на черно поле f4 · бял офицер на черно поле h4 · бял кон на бяло поле b3 · бяла пешка на бяло поле h3 · бяла пешка на черно поле d2 · бял офицер на бяло поле e2 · черен офицер на бяло поле b1 | бял цар на бяло поле a8 · бял топ на бяло поле e8 · черен кон на бяло поле b7 · черен офицер на черно поле b6 · бял кон на бяло поле c6 · бяла дама на бяло поле e6 · бяла пешка на черно поле f6 · черен кон на черно поле a5 · черен топ на черно поле g5 · черна пешка на бяло поле h5 · черен цар на черно поле f4 · бял офицер на черно поле h4 · бял кон на бяло поле b3 · бяла пешка на бяло поле h3 · бяла пешка на черно поле d2 · бял офицер на бяло поле e2 · черен офицер на бяло поле b1 | бял цар на бяло поле a8 · бял топ на бяло поле e8 · черен кон на бяло поле b7 · черен офицер на черно поле b6 · бял кон на бяло поле c6 · бяла дама на бяло поле e6 · бяла пешка на черно поле f6 · черен кон на черно поле a5 · черен топ на черно поле g5 · черна пешка на бяло поле h5 · черен цар на черно поле f4 · бял офицер на черно поле h4 · бял кон на бяло поле b3 · бяла пешка на бяло поле h3 · бяла пешка на черно поле d2 · бял офицер на бяло поле e2 · черен офицер на бяло поле b1 | бял цар на бяло поле a8 · бял топ на бяло поле e8 · черен кон на бяло поле b7 · черен офицер на черно поле b6 · бял кон на бяло поле c6 · бяла дама на бяло поле e6 · бяла пешка на черно поле f6 · черен кон на черно поле a5 · черен топ на черно поле g5 · черна пешка на бяло поле h5 · черен цар на черно поле f4 · бял офицер на черно поле h4 · бял кон на бяло поле b3 · бяла пешка на бяло поле h3 · бяла пешка на черно поле d2 · бял офицер на бяло поле e2 · черен офицер на бяло поле b1 | 2 |
| 1 | бял цар на бяло поле a8 · бял топ на бяло поле e8 · черен кон на бяло поле b7 · черен офицер на черно поле b6 · бял кон на бяло поле c6 · бяла дама на бяло поле e6 · бяла пешка на черно поле f6 · черен кон на черно поле a5 · черен топ на черно поле g5 · черна пешка на бяло поле h5 · черен цар на черно поле f4 · бял офицер на черно поле h4 · бял кон на бяло поле b3 · бяла пешка на бяло поле h3 · бяла пешка на черно поле d2 · бял офицер на бяло поле e2 · черен офицер на бяло поле b1 | бял цар на бяло поле a8 · бял топ на бяло поле e8 · черен кон на бяло поле b7 · черен офицер на черно поле b6 · бял кон на бяло поле c6 · бяла дама на бяло поле e6 · бяла пешка на черно поле f6 · черен кон на черно поле a5 · черен топ на черно поле g5 · черна пешка на бяло поле h5 · черен цар на черно поле f4 · бял офицер на черно поле h4 · бял кон на бяло поле b3 · бяла пешка на бяло поле h3 · бяла пешка на черно поле d2 · бял офицер на бяло поле e2 · черен офицер на бяло поле b1 | бял цар на бяло поле a8 · бял топ на бяло поле e8 · черен кон на бяло поле b7 · черен офицер на черно поле b6 · бял кон на бяло поле c6 · бяла дама на бяло поле e6 · бяла пешка на черно поле f6 · черен кон на черно поле a5 · черен топ на черно поле g5 · черна пешка на бяло поле h5 · черен цар на черно поле f4 · бял офицер на черно поле h4 · бял кон на бяло поле b3 · бяла пешка на бяло поле h3 · бяла пешка на черно поле d2 · бял офицер на бяло поле e2 · черен офицер на бяло поле b1 | бял цар на бяло поле a8 · бял топ на бяло поле e8 · черен кон на бяло поле b7 · черен офицер на черно поле b6 · бял кон на бяло поле c6 · бяла дама на бяло поле e6 · бяла пешка на черно поле f6 · черен кон на черно поле a5 · черен топ на черно поле g5 · черна пешка на бяло поле h5 · черен цар на черно поле f4 · бял офицер на черно поле h4 · бял кон на бяло поле b3 · бяла пешка на бяло поле h3 · бяла пешка на черно поле d2 · бял офицер на бяло поле e2 · черен офицер на бяло поле b1 | бял цар на бяло поле a8 · бял топ на бяло поле e8 · черен кон на бяло поле b7 · черен офицер на черно поле b6 · бял кон на бяло поле c6 · бяла дама на бяло поле e6 · бяла пешка на черно поле f6 · черен кон на черно поле a5 · черен топ на черно поле g5 · черна пешка на бяло поле h5 · черен цар на черно поле f4 · бял офицер на черно поле h4 · бял кон на бяло поле b3 · бяла пешка на бяло поле h3 · бяла пешка на черно поле d2 · бял офицер на бяло поле e2 · черен офицер на бяло поле b1 | бял цар на бяло поле a8 · бял топ на бяло поле e8 · черен кон на бяло поле b7 · черен офицер на черно поле b6 · бял кон на бяло поле c6 · бяла дама на бяло поле e6 · бяла пешка на черно поле f6 · черен кон на черно поле a5 · черен топ на черно поле g5 · черна пешка на бяло поле h5 · черен цар на черно поле f4 · бял офицер на черно поле h4 · бял кон на бяло поле b3 · бяла пешка на бяло поле h3 · бяла пешка на черно поле d2 · бял офицер на бяло поле e2 · черен офицер на бяло поле b1 | бял цар на бяло поле a8 · бял топ на бяло поле e8 · черен кон на бяло поле b7 · черен офицер на черно поле b6 · бял кон на бяло поле c6 · бяла дама на бяло поле e6 · бяла пешка на черно поле f6 · черен кон на черно поле a5 · черен топ на черно поле g5 · черна пешка на бяло поле h5 · черен цар на черно поле f4 · бял офицер на черно поле h4 · бял кон на бяло поле b3 · бяла пешка на бяло поле h3 · бяла пешка на черно поле d2 · бял офицер на бяло поле e2 · черен офицер на бяло поле b1 | бял цар на бяло поле a8 · бял топ на бяло поле e8 · черен кон на бяло поле b7 · черен офицер на черно поле b6 · бял кон на бяло поле c6 · бяла дама на бяло поле e6 · бяла пешка на черно поле f6 · черен кон на черно поле a5 · черен топ на черно поле g5 · черна пешка на бяло поле h5 · черен цар на черно поле f4 · бял офицер на черно поле h4 · бял кон на бяло поле b3 · бяла пешка на бяло поле h3 · бяла пешка на черно поле d2 · бял офицер на бяло поле e2 · черен офицер на бяло поле b1 | 1 |
|   | a | b | c | d | e | f | g | h |   |

Решение:
1.Ке7! със заплаха 2.Дf5+! Т:f5 3.Кg6# или 2. … О:f5 3.Кd5#,
1. … Оh7! (антикритичен ход, явяващ се критичен за новата комбинация на Новотни) 2.Кf5! Т:f5 3.Дe4# или 2. … О:f5 3.Дe5#,
1. … Тb5! 2.Кc5! Т:с5 3.Де3# или 2.О:с5 3.Kd5#, или 2.К:с5 3.Kd5# (трите прикрития на Новотни)
|   | a | b | c | d | e | f | g | h |   |
| 8 | бяла пешка на черно поле b6 · черна пешка на бяло поле c6 · бяла пешка на черно поле f6 · бяла пешка на черно поле c5 · черен цар на бяло поле a4 · черна пешка на черно поле h4 · черен топ на черно поле g3 · бяла пешка на бяло поле h3 · бяла пешка на бяло поле a2 · бяла пешка на бяло поле c2 · бял цар на черно поле d2 · черен офицер на черно поле f2 · бял кон на бяло поле g2 | бяла пешка на черно поле b6 · черна пешка на бяло поле c6 · бяла пешка на черно поле f6 · бяла пешка на черно поле c5 · черен цар на бяло поле a4 · черна пешка на черно поле h4 · черен топ на черно поле g3 · бяла пешка на бяло поле h3 · бяла пешка на бяло поле a2 · бяла пешка на бяло поле c2 · бял цар на черно поле d2 · черен офицер на черно поле f2 · бял кон на бяло поле g2 | бяла пешка на черно поле b6 · черна пешка на бяло поле c6 · бяла пешка на черно поле f6 · бяла пешка на черно поле c5 · черен цар на бяло поле a4 · черна пешка на черно поле h4 · черен топ на черно поле g3 · бяла пешка на бяло поле h3 · бяла пешка на бяло поле a2 · бяла пешка на бяло поле c2 · бял цар на черно поле d2 · черен офицер на черно поле f2 · бял кон на бяло поле g2 | бяла пешка на черно поле b6 · черна пешка на бяло поле c6 · бяла пешка на черно поле f6 · бяла пешка на черно поле c5 · черен цар на бяло поле a4 · черна пешка на черно поле h4 · черен топ на черно поле g3 · бяла пешка на бяло поле h3 · бяла пешка на бяло поле a2 · бяла пешка на бяло поле c2 · бял цар на черно поле d2 · черен офицер на черно поле f2 · бял кон на бяло поле g2 | бяла пешка на черно поле b6 · черна пешка на бяло поле c6 · бяла пешка на черно поле f6 · бяла пешка на черно поле c5 · черен цар на бяло поле a4 · черна пешка на черно поле h4 · черен топ на черно поле g3 · бяла пешка на бяло поле h3 · бяла пешка на бяло поле a2 · бяла пешка на бяло поле c2 · бял цар на черно поле d2 · черен офицер на черно поле f2 · бял кон на бяло поле g2 | бяла пешка на черно поле b6 · черна пешка на бяло поле c6 · бяла пешка на черно поле f6 · бяла пешка на черно поле c5 · черен цар на бяло поле a4 · черна пешка на черно поле h4 · черен топ на черно поле g3 · бяла пешка на бяло поле h3 · бяла пешка на бяло поле a2 · бяла пешка на бяло поле c2 · бял цар на черно поле d2 · черен офицер на черно поле f2 · бял кон на бяло поле g2 | бяла пешка на черно поле b6 · черна пешка на бяло поле c6 · бяла пешка на черно поле f6 · бяла пешка на черно поле c5 · черен цар на бяло поле a4 · черна пешка на черно поле h4 · черен топ на черно поле g3 · бяла пешка на бяло поле h3 · бяла пешка на бяло поле a2 · бяла пешка на бяло поле c2 · бял цар на черно поле d2 · черен офицер на черно поле f2 · бял кон на бяло поле g2 | бяла пешка на черно поле b6 · черна пешка на бяло поле c6 · бяла пешка на черно поле f6 · бяла пешка на черно поле c5 · черен цар на бяло поле a4 · черна пешка на черно поле h4 · черен топ на черно поле g3 · бяла пешка на бяло поле h3 · бяла пешка на бяло поле a2 · бяла пешка на бяло поле c2 · бял цар на черно поле d2 · черен офицер на черно поле f2 · бял кон на бяло поле g2 | 8 |
| 7 | бяла пешка на черно поле b6 · черна пешка на бяло поле c6 · бяла пешка на черно поле f6 · бяла пешка на черно поле c5 · черен цар на бяло поле a4 · черна пешка на черно поле h4 · черен топ на черно поле g3 · бяла пешка на бяло поле h3 · бяла пешка на бяло поле a2 · бяла пешка на бяло поле c2 · бял цар на черно поле d2 · черен офицер на черно поле f2 · бял кон на бяло поле g2 | бяла пешка на черно поле b6 · черна пешка на бяло поле c6 · бяла пешка на черно поле f6 · бяла пешка на черно поле c5 · черен цар на бяло поле a4 · черна пешка на черно поле h4 · черен топ на черно поле g3 · бяла пешка на бяло поле h3 · бяла пешка на бяло поле a2 · бяла пешка на бяло поле c2 · бял цар на черно поле d2 · черен офицер на черно поле f2 · бял кон на бяло поле g2 | бяла пешка на черно поле b6 · черна пешка на бяло поле c6 · бяла пешка на черно поле f6 · бяла пешка на черно поле c5 · черен цар на бяло поле a4 · черна пешка на черно поле h4 · черен топ на черно поле g3 · бяла пешка на бяло поле h3 · бяла пешка на бяло поле a2 · бяла пешка на бяло поле c2 · бял цар на черно поле d2 · черен офицер на черно поле f2 · бял кон на бяло поле g2 | бяла пешка на черно поле b6 · черна пешка на бяло поле c6 · бяла пешка на черно поле f6 · бяла пешка на черно поле c5 · черен цар на бяло поле a4 · черна пешка на черно поле h4 · черен топ на черно поле g3 · бяла пешка на бяло поле h3 · бяла пешка на бяло поле a2 · бяла пешка на бяло поле c2 · бял цар на черно поле d2 · черен офицер на черно поле f2 · бял кон на бяло поле g2 | бяла пешка на черно поле b6 · черна пешка на бяло поле c6 · бяла пешка на черно поле f6 · бяла пешка на черно поле c5 · черен цар на бяло поле a4 · черна пешка на черно поле h4 · черен топ на черно поле g3 · бяла пешка на бяло поле h3 · бяла пешка на бяло поле a2 · бяла пешка на бяло поле c2 · бял цар на черно поле d2 · черен офицер на черно поле f2 · бял кон на бяло поле g2 | бяла пешка на черно поле b6 · черна пешка на бяло поле c6 · бяла пешка на черно поле f6 · бяла пешка на черно поле c5 · черен цар на бяло поле a4 · черна пешка на черно поле h4 · черен топ на черно поле g3 · бяла пешка на бяло поле h3 · бяла пешка на бяло поле a2 · бяла пешка на бяло поле c2 · бял цар на черно поле d2 · черен офицер на черно поле f2 · бял кон на бяло поле g2 | бяла пешка на черно поле b6 · черна пешка на бяло поле c6 · бяла пешка на черно поле f6 · бяла пешка на черно поле c5 · черен цар на бяло поле a4 · черна пешка на черно поле h4 · черен топ на черно поле g3 · бяла пешка на бяло поле h3 · бяла пешка на бяло поле a2 · бяла пешка на бяло поле c2 · бял цар на черно поле d2 · черен офицер на черно поле f2 · бял кон на бяло поле g2 | бяла пешка на черно поле b6 · черна пешка на бяло поле c6 · бяла пешка на черно поле f6 · бяла пешка на черно поле c5 · черен цар на бяло поле a4 · черна пешка на черно поле h4 · черен топ на черно поле g3 · бяла пешка на бяло поле h3 · бяла пешка на бяло поле a2 · бяла пешка на бяло поле c2 · бял цар на черно поле d2 · черен офицер на черно поле f2 · бял кон на бяло поле g2 | 7 |
| 6 | бяла пешка на черно поле b6 · черна пешка на бяло поле c6 · бяла пешка на черно поле f6 · бяла пешка на черно поле c5 · черен цар на бяло поле a4 · черна пешка на черно поле h4 · черен топ на черно поле g3 · бяла пешка на бяло поле h3 · бяла пешка на бяло поле a2 · бяла пешка на бяло поле c2 · бял цар на черно поле d2 · черен офицер на черно поле f2 · бял кон на бяло поле g2 | бяла пешка на черно поле b6 · черна пешка на бяло поле c6 · бяла пешка на черно поле f6 · бяла пешка на черно поле c5 · черен цар на бяло поле a4 · черна пешка на черно поле h4 · черен топ на черно поле g3 · бяла пешка на бяло поле h3 · бяла пешка на бяло поле a2 · бяла пешка на бяло поле c2 · бял цар на черно поле d2 · черен офицер на черно поле f2 · бял кон на бяло поле g2 | бяла пешка на черно поле b6 · черна пешка на бяло поле c6 · бяла пешка на черно поле f6 · бяла пешка на черно поле c5 · черен цар на бяло поле a4 · черна пешка на черно поле h4 · черен топ на черно поле g3 · бяла пешка на бяло поле h3 · бяла пешка на бяло поле a2 · бяла пешка на бяло поле c2 · бял цар на черно поле d2 · черен офицер на черно поле f2 · бял кон на бяло поле g2 | бяла пешка на черно поле b6 · черна пешка на бяло поле c6 · бяла пешка на черно поле f6 · бяла пешка на черно поле c5 · черен цар на бяло поле a4 · черна пешка на черно поле h4 · черен топ на черно поле g3 · бяла пешка на бяло поле h3 · бяла пешка на бяло поле a2 · бяла пешка на бяло поле c2 · бял цар на черно поле d2 · черен офицер на черно поле f2 · бял кон на бяло поле g2 | бяла пешка на черно поле b6 · черна пешка на бяло поле c6 · бяла пешка на черно поле f6 · бяла пешка на черно поле c5 · черен цар на бяло поле a4 · черна пешка на черно поле h4 · черен топ на черно поле g3 · бяла пешка на бяло поле h3 · бяла пешка на бяло поле a2 · бяла пешка на бяло поле c2 · бял цар на черно поле d2 · черен офицер на черно поле f2 · бял кон на бяло поле g2 | бяла пешка на черно поле b6 · черна пешка на бяло поле c6 · бяла пешка на черно поле f6 · бяла пешка на черно поле c5 · черен цар на бяло поле a4 · черна пешка на черно поле h4 · черен топ на черно поле g3 · бяла пешка на бяло поле h3 · бяла пешка на бяло поле a2 · бяла пешка на бяло поле c2 · бял цар на черно поле d2 · черен офицер на черно поле f2 · бял кон на бяло поле g2 | бяла пешка на черно поле b6 · черна пешка на бяло поле c6 · бяла пешка на черно поле f6 · бяла пешка на черно поле c5 · черен цар на бяло поле a4 · черна пешка на черно поле h4 · черен топ на черно поле g3 · бяла пешка на бяло поле h3 · бяла пешка на бяло поле a2 · бяла пешка на бяло поле c2 · бял цар на черно поле d2 · черен офицер на черно поле f2 · бял кон на бяло поле g2 | бяла пешка на черно поле b6 · черна пешка на бяло поле c6 · бяла пешка на черно поле f6 · бяла пешка на черно поле c5 · черен цар на бяло поле a4 · черна пешка на черно поле h4 · черен топ на черно поле g3 · бяла пешка на бяло поле h3 · бяла пешка на бяло поле a2 · бяла пешка на бяло поле c2 · бял цар на черно поле d2 · черен офицер на черно поле f2 · бял кон на бяло поле g2 | 6 |
| 5 | бяла пешка на черно поле b6 · черна пешка на бяло поле c6 · бяла пешка на черно поле f6 · бяла пешка на черно поле c5 · черен цар на бяло поле a4 · черна пешка на черно поле h4 · черен топ на черно поле g3 · бяла пешка на бяло поле h3 · бяла пешка на бяло поле a2 · бяла пешка на бяло поле c2 · бял цар на черно поле d2 · черен офицер на черно поле f2 · бял кон на бяло поле g2 | бяла пешка на черно поле b6 · черна пешка на бяло поле c6 · бяла пешка на черно поле f6 · бяла пешка на черно поле c5 · черен цар на бяло поле a4 · черна пешка на черно поле h4 · черен топ на черно поле g3 · бяла пешка на бяло поле h3 · бяла пешка на бяло поле a2 · бяла пешка на бяло поле c2 · бял цар на черно поле d2 · черен офицер на черно поле f2 · бял кон на бяло поле g2 | бяла пешка на черно поле b6 · черна пешка на бяло поле c6 · бяла пешка на черно поле f6 · бяла пешка на черно поле c5 · черен цар на бяло поле a4 · черна пешка на черно поле h4 · черен топ на черно поле g3 · бяла пешка на бяло поле h3 · бяла пешка на бяло поле a2 · бяла пешка на бяло поле c2 · бял цар на черно поле d2 · черен офицер на черно поле f2 · бял кон на бяло поле g2 | бяла пешка на черно поле b6 · черна пешка на бяло поле c6 · бяла пешка на черно поле f6 · бяла пешка на черно поле c5 · черен цар на бяло поле a4 · черна пешка на черно поле h4 · черен топ на черно поле g3 · бяла пешка на бяло поле h3 · бяла пешка на бяло поле a2 · бяла пешка на бяло поле c2 · бял цар на черно поле d2 · черен офицер на черно поле f2 · бял кон на бяло поле g2 | бяла пешка на черно поле b6 · черна пешка на бяло поле c6 · бяла пешка на черно поле f6 · бяла пешка на черно поле c5 · черен цар на бяло поле a4 · черна пешка на черно поле h4 · черен топ на черно поле g3 · бяла пешка на бяло поле h3 · бяла пешка на бяло поле a2 · бяла пешка на бяло поле c2 · бял цар на черно поле d2 · черен офицер на черно поле f2 · бял кон на бяло поле g2 | бяла пешка на черно поле b6 · черна пешка на бяло поле c6 · бяла пешка на черно поле f6 · бяла пешка на черно поле c5 · черен цар на бяло поле a4 · черна пешка на черно поле h4 · черен топ на черно поле g3 · бяла пешка на бяло поле h3 · бяла пешка на бяло поле a2 · бяла пешка на бяло поле c2 · бял цар на черно поле d2 · черен офицер на черно поле f2 · бял кон на бяло поле g2 | бяла пешка на черно поле b6 · черна пешка на бяло поле c6 · бяла пешка на черно поле f6 · бяла пешка на черно поле c5 · черен цар на бяло поле a4 · черна пешка на черно поле h4 · черен топ на черно поле g3 · бяла пешка на бяло поле h3 · бяла пешка на бяло поле a2 · бяла пешка на бяло поле c2 · бял цар на черно поле d2 · черен офицер на черно поле f2 · бял кон на бяло поле g2 | бяла пешка на черно поле b6 · черна пешка на бяло поле c6 · бяла пешка на черно поле f6 · бяла пешка на черно поле c5 · черен цар на бяло поле a4 · черна пешка на черно поле h4 · черен топ на черно поле g3 · бяла пешка на бяло поле h3 · бяла пешка на бяло поле a2 · бяла пешка на бяло поле c2 · бял цар на черно поле d2 · черен офицер на черно поле f2 · бял кон на бяло поле g2 | 5 |
| 4 | бяла пешка на черно поле b6 · черна пешка на бяло поле c6 · бяла пешка на черно поле f6 · бяла пешка на черно поле c5 · черен цар на бяло поле a4 · черна пешка на черно поле h4 · черен топ на черно поле g3 · бяла пешка на бяло поле h3 · бяла пешка на бяло поле a2 · бяла пешка на бяло поле c2 · бял цар на черно поле d2 · черен офицер на черно поле f2 · бял кон на бяло поле g2 | бяла пешка на черно поле b6 · черна пешка на бяло поле c6 · бяла пешка на черно поле f6 · бяла пешка на черно поле c5 · черен цар на бяло поле a4 · черна пешка на черно поле h4 · черен топ на черно поле g3 · бяла пешка на бяло поле h3 · бяла пешка на бяло поле a2 · бяла пешка на бяло поле c2 · бял цар на черно поле d2 · черен офицер на черно поле f2 · бял кон на бяло поле g2 | бяла пешка на черно поле b6 · черна пешка на бяло поле c6 · бяла пешка на черно поле f6 · бяла пешка на черно поле c5 · черен цар на бяло поле a4 · черна пешка на черно поле h4 · черен топ на черно поле g3 · бяла пешка на бяло поле h3 · бяла пешка на бяло поле a2 · бяла пешка на бяло поле c2 · бял цар на черно поле d2 · черен офицер на черно поле f2 · бял кон на бяло поле g2 | бяла пешка на черно поле b6 · черна пешка на бяло поле c6 · бяла пешка на черно поле f6 · бяла пешка на черно поле c5 · черен цар на бяло поле a4 · черна пешка на черно поле h4 · черен топ на черно поле g3 · бяла пешка на бяло поле h3 · бяла пешка на бяло поле a2 · бяла пешка на бяло поле c2 · бял цар на черно поле d2 · черен офицер на черно поле f2 · бял кон на бяло поле g2 | бяла пешка на черно поле b6 · черна пешка на бяло поле c6 · бяла пешка на черно поле f6 · бяла пешка на черно поле c5 · черен цар на бяло поле a4 · черна пешка на черно поле h4 · черен топ на черно поле g3 · бяла пешка на бяло поле h3 · бяла пешка на бяло поле a2 · бяла пешка на бяло поле c2 · бял цар на черно поле d2 · черен офицер на черно поле f2 · бял кон на бяло поле g2 | бяла пешка на черно поле b6 · черна пешка на бяло поле c6 · бяла пешка на черно поле f6 · бяла пешка на черно поле c5 · черен цар на бяло поле a4 · черна пешка на черно поле h4 · черен топ на черно поле g3 · бяла пешка на бяло поле h3 · бяла пешка на бяло поле a2 · бяла пешка на бяло поле c2 · бял цар на черно поле d2 · черен офицер на черно поле f2 · бял кон на бяло поле g2 | бяла пешка на черно поле b6 · черна пешка на бяло поле c6 · бяла пешка на черно поле f6 · бяла пешка на черно поле c5 · черен цар на бяло поле a4 · черна пешка на черно поле h4 · черен топ на черно поле g3 · бяла пешка на бяло поле h3 · бяла пешка на бяло поле a2 · бяла пешка на бяло поле c2 · бял цар на черно поле d2 · черен офицер на черно поле f2 · бял кон на бяло поле g2 | бяла пешка на черно поле b6 · черна пешка на бяло поле c6 · бяла пешка на черно поле f6 · бяла пешка на черно поле c5 · черен цар на бяло поле a4 · черна пешка на черно поле h4 · черен топ на черно поле g3 · бяла пешка на бяло поле h3 · бяла пешка на бяло поле a2 · бяла пешка на бяло поле c2 · бял цар на черно поле d2 · черен офицер на черно поле f2 · бял кон на бяло поле g2 | 4 |
| 3 | бяла пешка на черно поле b6 · черна пешка на бяло поле c6 · бяла пешка на черно поле f6 · бяла пешка на черно поле c5 · черен цар на бяло поле a4 · черна пешка на черно поле h4 · черен топ на черно поле g3 · бяла пешка на бяло поле h3 · бяла пешка на бяло поле a2 · бяла пешка на бяло поле c2 · бял цар на черно поле d2 · черен офицер на черно поле f2 · бял кон на бяло поле g2 | бяла пешка на черно поле b6 · черна пешка на бяло поле c6 · бяла пешка на черно поле f6 · бяла пешка на черно поле c5 · черен цар на бяло поле a4 · черна пешка на черно поле h4 · черен топ на черно поле g3 · бяла пешка на бяло поле h3 · бяла пешка на бяло поле a2 · бяла пешка на бяло поле c2 · бял цар на черно поле d2 · черен офицер на черно поле f2 · бял кон на бяло поле g2 | бяла пешка на черно поле b6 · черна пешка на бяло поле c6 · бяла пешка на черно поле f6 · бяла пешка на черно поле c5 · черен цар на бяло поле a4 · черна пешка на черно поле h4 · черен топ на черно поле g3 · бяла пешка на бяло поле h3 · бяла пешка на бяло поле a2 · бяла пешка на бяло поле c2 · бял цар на черно поле d2 · черен офицер на черно поле f2 · бял кон на бяло поле g2 | бяла пешка на черно поле b6 · черна пешка на бяло поле c6 · бяла пешка на черно поле f6 · бяла пешка на черно поле c5 · черен цар на бяло поле a4 · черна пешка на черно поле h4 · черен топ на черно поле g3 · бяла пешка на бяло поле h3 · бяла пешка на бяло поле a2 · бяла пешка на бяло поле c2 · бял цар на черно поле d2 · черен офицер на черно поле f2 · бял кон на бяло поле g2 | бяла пешка на черно поле b6 · черна пешка на бяло поле c6 · бяла пешка на черно поле f6 · бяла пешка на черно поле c5 · черен цар на бяло поле a4 · черна пешка на черно поле h4 · черен топ на черно поле g3 · бяла пешка на бяло поле h3 · бяла пешка на бяло поле a2 · бяла пешка на бяло поле c2 · бял цар на черно поле d2 · черен офицер на черно поле f2 · бял кон на бяло поле g2 | бяла пешка на черно поле b6 · черна пешка на бяло поле c6 · бяла пешка на черно поле f6 · бяла пешка на черно поле c5 · черен цар на бяло поле a4 · черна пешка на черно поле h4 · черен топ на черно поле g3 · бяла пешка на бяло поле h3 · бяла пешка на бяло поле a2 · бяла пешка на бяло поле c2 · бял цар на черно поле d2 · черен офицер на черно поле f2 · бял кон на бяло поле g2 | бяла пешка на черно поле b6 · черна пешка на бяло поле c6 · бяла пешка на черно поле f6 · бяла пешка на черно поле c5 · черен цар на бяло поле a4 · черна пешка на черно поле h4 · черен топ на черно поле g3 · бяла пешка на бяло поле h3 · бяла пешка на бяло поле a2 · бяла пешка на бяло поле c2 · бял цар на черно поле d2 · черен офицер на черно поле f2 · бял кон на бяло поле g2 | бяла пешка на черно поле b6 · черна пешка на бяло поле c6 · бяла пешка на черно поле f6 · бяла пешка на черно поле c5 · черен цар на бяло поле a4 · черна пешка на черно поле h4 · черен топ на черно поле g3 · бяла пешка на бяло поле h3 · бяла пешка на бяло поле a2 · бяла пешка на бяло поле c2 · бял цар на черно поле d2 · черен офицер на черно поле f2 · бял кон на бяло поле g2 | 3 |
| 2 | бяла пешка на черно поле b6 · черна пешка на бяло поле c6 · бяла пешка на черно поле f6 · бяла пешка на черно поле c5 · черен цар на бяло поле a4 · черна пешка на черно поле h4 · черен топ на черно поле g3 · бяла пешка на бяло поле h3 · бяла пешка на бяло поле a2 · бяла пешка на бяло поле c2 · бял цар на черно поле d2 · черен офицер на черно поле f2 · бял кон на бяло поле g2 | бяла пешка на черно поле b6 · черна пешка на бяло поле c6 · бяла пешка на черно поле f6 · бяла пешка на черно поле c5 · черен цар на бяло поле a4 · черна пешка на черно поле h4 · черен топ на черно поле g3 · бяла пешка на бяло поле h3 · бяла пешка на бяло поле a2 · бяла пешка на бяло поле c2 · бял цар на черно поле d2 · черен офицер на черно поле f2 · бял кон на бяло поле g2 | бяла пешка на черно поле b6 · черна пешка на бяло поле c6 · бяла пешка на черно поле f6 · бяла пешка на черно поле c5 · черен цар на бяло поле a4 · черна пешка на черно поле h4 · черен топ на черно поле g3 · бяла пешка на бяло поле h3 · бяла пешка на бяло поле a2 · бяла пешка на бяло поле c2 · бял цар на черно поле d2 · черен офицер на черно поле f2 · бял кон на бяло поле g2 | бяла пешка на черно поле b6 · черна пешка на бяло поле c6 · бяла пешка на черно поле f6 · бяла пешка на черно поле c5 · черен цар на бяло поле a4 · черна пешка на черно поле h4 · черен топ на черно поле g3 · бяла пешка на бяло поле h3 · бяла пешка на бяло поле a2 · бяла пешка на бяло поле c2 · бял цар на черно поле d2 · черен офицер на черно поле f2 · бял кон на бяло поле g2 | бяла пешка на черно поле b6 · черна пешка на бяло поле c6 · бяла пешка на черно поле f6 · бяла пешка на черно поле c5 · черен цар на бяло поле a4 · черна пешка на черно поле h4 · черен топ на черно поле g3 · бяла пешка на бяло поле h3 · бяла пешка на бяло поле a2 · бяла пешка на бяло поле c2 · бял цар на черно поле d2 · черен офицер на черно поле f2 · бял кон на бяло поле g2 | бяла пешка на черно поле b6 · черна пешка на бяло поле c6 · бяла пешка на черно поле f6 · бяла пешка на черно поле c5 · черен цар на бяло поле a4 · черна пешка на черно поле h4 · черен топ на черно поле g3 · бяла пешка на бяло поле h3 · бяла пешка на бяло поле a2 · бяла пешка на бяло поле c2 · бял цар на черно поле d2 · черен офицер на черно поле f2 · бял кон на бяло поле g2 | бяла пешка на черно поле b6 · черна пешка на бяло поле c6 · бяла пешка на черно поле f6 · бяла пешка на черно поле c5 · черен цар на бяло поле a4 · черна пешка на черно поле h4 · черен топ на черно поле g3 · бяла пешка на бяло поле h3 · бяла пешка на бяло поле a2 · бяла пешка на бяло поле c2 · бял цар на черно поле d2 · черен офицер на черно поле f2 · бял кон на бяло поле g2 | бяла пешка на черно поле b6 · черна пешка на бяло поле c6 · бяла пешка на черно поле f6 · бяла пешка на черно поле c5 · черен цар на бяло поле a4 · черна пешка на черно поле h4 · черен топ на черно поле g3 · бяла пешка на бяло поле h3 · бяла пешка на бяло поле a2 · бяла пешка на бяло поле c2 · бял цар на черно поле d2 · черен офицер на черно поле f2 · бял кон на бяло поле g2 | 2 |
| 1 | бяла пешка на черно поле b6 · черна пешка на бяло поле c6 · бяла пешка на черно поле f6 · бяла пешка на черно поле c5 · черен цар на бяло поле a4 · черна пешка на черно поле h4 · черен топ на черно поле g3 · бяла пешка на бяло поле h3 · бяла пешка на бяло поле a2 · бяла пешка на бяло поле c2 · бял цар на черно поле d2 · черен офицер на черно поле f2 · бял кон на бяло поле g2 | бяла пешка на черно поле b6 · черна пешка на бяло поле c6 · бяла пешка на черно поле f6 · бяла пешка на черно поле c5 · черен цар на бяло поле a4 · черна пешка на черно поле h4 · черен топ на черно поле g3 · бяла пешка на бяло поле h3 · бяла пешка на бяло поле a2 · бяла пешка на бяло поле c2 · бял цар на черно поле d2 · черен офицер на черно поле f2 · бял кон на бяло поле g2 | бяла пешка на черно поле b6 · черна пешка на бяло поле c6 · бяла пешка на черно поле f6 · бяла пешка на черно поле c5 · черен цар на бяло поле a4 · черна пешка на черно поле h4 · черен топ на черно поле g3 · бяла пешка на бяло поле h3 · бяла пешка на бяло поле a2 · бяла пешка на бяло поле c2 · бял цар на черно поле d2 · черен офицер на черно поле f2 · бял кон на бяло поле g2 | бяла пешка на черно поле b6 · черна пешка на бяло поле c6 · бяла пешка на черно поле f6 · бяла пешка на черно поле c5 · черен цар на бяло поле a4 · черна пешка на черно поле h4 · черен топ на черно поле g3 · бяла пешка на бяло поле h3 · бяла пешка на бяло поле a2 · бяла пешка на бяло поле c2 · бял цар на черно поле d2 · черен офицер на черно поле f2 · бял кон на бяло поле g2 | бяла пешка на черно поле b6 · черна пешка на бяло поле c6 · бяла пешка на черно поле f6 · бяла пешка на черно поле c5 · черен цар на бяло поле a4 · черна пешка на черно поле h4 · черен топ на черно поле g3 · бяла пешка на бяло поле h3 · бяла пешка на бяло поле a2 · бяла пешка на бяло поле c2 · бял цар на черно поле d2 · черен офицер на черно поле f2 · бял кон на бяло поле g2 | бяла пешка на черно поле b6 · черна пешка на бяло поле c6 · бяла пешка на черно поле f6 · бяла пешка на черно поле c5 · черен цар на бяло поле a4 · черна пешка на черно поле h4 · черен топ на черно поле g3 · бяла пешка на бяло поле h3 · бяла пешка на бяло поле a2 · бяла пешка на бяло поле c2 · бял цар на черно поле d2 · черен офицер на черно поле f2 · бял кон на бяло поле g2 | бяла пешка на черно поле b6 · черна пешка на бяло поле c6 · бяла пешка на черно поле f6 · бяла пешка на черно поле c5 · черен цар на бяло поле a4 · черна пешка на черно поле h4 · черен топ на черно поле g3 · бяла пешка на бяло поле h3 · бяла пешка на бяло поле a2 · бяла пешка на бяло поле c2 · бял цар на черно поле d2 · черен офицер на черно поле f2 · бял кон на бяло поле g2 | бяла пешка на черно поле b6 · черна пешка на бяло поле c6 · бяла пешка на черно поле f6 · бяла пешка на черно поле c5 · черен цар на бяло поле a4 · черна пешка на черно поле h4 · черен топ на черно поле g3 · бяла пешка на бяло поле h3 · бяла пешка на бяло поле a2 · бяла пешка на бяло поле c2 · бял цар на черно поле d2 · черен офицер на черно поле f2 · бял кон на бяло поле g2 | 1 |
|   | a | b | c | d | e | f | g | h |   |

Решение:
1.f7! Тf3
2.b7 Оg3
3.Кf4 (прикритие на Новотни) Т:f4
4.b8=Д Tf2+ (открита атака с жертва на топа)
5.Цe3 О:b8
6.Ц:f2 Оa7
7.f8=О (печели произвеждане в офицер, защото в дама 7.f8=Д? има 7...О:c5+ 8.Д:c5 пат, а в топ или кон губи)

## Книги
- Избрани шахматни задачи, изд. Медицина и физкултура, София, 1982.